# Cortodera placerensis
Cortodera placerensis är en skalbaggsart som beskrevs av Hopping 1947. Cortodera placerensis ingår i släktet Cortodera och familjen långhorningar. Inga underarter finns listade i Catalogue of Life.